# Bandobena pyrigona
Bandobena pyrigona är en fjärilsart som beskrevs av Louis Beethoven Prout 1923. Bandobena pyrigona ingår i släktet Bandobena och familjen mätare. Inga underarter finns listade i Catalogue of Life.